# Tulas
Tulas is een bestuurslaag in het regentschap Klaten van de provincie Midden-Java, Indonesië. Tulas telt 2065 inwoners (volkstelling 2010).